# Temporada 1981 de Fórmula 1
La temporada 1981 de Fórmula 1 fue la 32.ª edición del Campeonato Mundial de Fórmula 1 de la FIA. Fue el primero bajo el formato de Mundial de Fórmula 1 en conjunto, reemplazando a los anteriores Campeonato Mundial de Pilotos y Campeonato Mundial de Constructores. El brasileño Nelson Piquet ganó el primero de sus tres campeonatos mundiales, venciendo en tres de las 15 carreras, mientras que Williams-Ford ganó el campeonato de constructores.

## Escuderías y pilotos
La siguiente tabla muestra los equipos para la temporada 1981 de Fórmula 1.
Nuevamente se mantuvo el sistema de numeración adoptado en la temporada 1974, tomando como parámetros el par numérico "1-2" para el piloto campeón y su escudero, y los resultados del Campeonato de constructores 1973 para designar la numeración de los demás equipos.
Dado que el campeón 1980 Alan Jones, pintó el "1" en el morro de su Williams FW07, el equipo Albilad - TAG Williams Racing Team intercambió sus dorsales con la Scuderia Ferrari, la cual pasó a utilizar el par numérico "27-28".
La principales novedades surgidas en esta temporada, fueron el regreso de la escudería March Engineering, la absorción definitiva de la escudería Shadow Racing Cars por parte de la escudería Theodore Racing (Iniciaron el proceso de fusión a mitad de la temporada pasada) y el debut de Toleman Motorsport. En contrapartida, se produjo la baja del equipo RAM Racing, a la vez de que por primera vez no se presentó ningún equipo autogestionado por pilotos. Otro aspecto presentado en esta temporada, fue la limitación del número de participantes a dos monoplazas por equipo, dejándose de lado las incursiones de terceras unidades con el fin de otorgar un mejor ordenamiento en el reparto de números identificatorios.
| Escudería                                      | Chasis     | Chasis         | Motor                       | Neu.  | N.º | Pilotos                | Rondas      |
| ---------------------------------------------- | ---------- | -------------- | --------------------------- | ----- | --- | ---------------------- | ----------- |
| Albilad Williams Racing Team TAG Williams Team | Williams   | FW07C          | Ford Cosworth DFV 3.0 V8    | M G   | 1   | Alan Jones             | Todas       |
| Albilad Williams Racing Team TAG Williams Team | Williams   | FW07C          | Ford Cosworth DFV 3.0 V8    | M G   | 2   | Carlos Reutemann       | Todas       |
| Tyrrell Racing Team                            | Tyrrell    | 010 011        | Ford Cosworth DFV 3.0 V8    | M A   | 3   | Eddie Cheever          | Todas       |
| Tyrrell Racing Team                            | Tyrrell    | 010 011        | Ford Cosworth DFV 3.0 V8    | M A   | 4   | Kevin Cogan            | 1           |
| Tyrrell Racing Team                            | Tyrrell    | 010 011        | Ford Cosworth DFV 3.0 V8    | M A   | 4   | Ricardo Zunino         | 2-3         |
| Tyrrell Racing Team                            | Tyrrell    | 010 011        | Ford Cosworth DFV 3.0 V8    | M A   | 4   | Michele Alboreto       | 4-15        |
| Parmalat Racing Team                           | Brabham    | BT49C          | Ford Cosworth DFV 3.0 V8    | M G   | 5   | Nelson Piquet          | Todas       |
| Parmalat Racing Team                           | Brabham    | BT49C          | Ford Cosworth DFV 3.0 V8    | M G   | 6   | Héctor Rebaque         | Todas       |
| Marlboro McLaren International                 | McLaren    | M29F MP4/1     | Ford Cosworth DFV 3.0 V8    | M     | 7   | John Watson            | Todas       |
| Marlboro McLaren International                 | McLaren    | M29F MP4/1     | Ford Cosworth DFV 3.0 V8    | M     | 8   | Andrea de Cesaris      | Todas       |
| Team ATS                                       | ATS        | D4 HGS1        | Ford Cosworth DFV 3.0 V8    | M A   | 9   | Jan Lammers            | 1-4         |
| Team ATS                                       | ATS        | D4 HGS1        | Ford Cosworth DFV 3.0 V8    | M A   | 9   | Slim Borgudd           | 5-15        |
| Team ATS                                       | ATS        | D4 HGS1        | Ford Cosworth DFV 3.0 V8    | M A   | 10  | Slim Borgudd           | 4           |
| Team Essex Lotus John Player Team Lotus        | Lotus      | 81B 87 88 88B  | Ford Cosworth DFV 3.0 V8    | M G   | 11  | Elio de Angelis        | 1-3, 5-15   |
| Team Essex Lotus John Player Team Lotus        | Lotus      | 81B 87 88 88B  | Ford Cosworth DFV 3.0 V8    | M G   | 12  | Nigel Mansell          | 1-3, 5-15   |
| Ensign Racing                                  | Ensign     | N180B          | Ford Cosworth DFV 3.0 V8    | M A   | 14  | Marc Surer             | 1-6         |
| Ensign Racing                                  | Ensign     | N180B          | Ford Cosworth DFV 3.0 V8    | M A   | 14  | Ricardo Londoño        | 2           |
| Ensign Racing                                  | Ensign     | N180B          | Ford Cosworth DFV 3.0 V8    | M A   | 14  | Eliseo Salazar         | 7-15        |
| Equipe Renault Elf                             | Renault    | RE20B RE30     | Renault-Gordini EF1 1.5 V6t | M     | 15  | Alain Prost            | Todas       |
| Equipe Renault Elf                             | Renault    | RE20B RE30     | Renault-Gordini EF1 1.5 V6t | M     | 16  | René Arnoux            | Todas       |
| March Grand Prix Team                          | March      | 811            | Ford Cosworth DFV 3.0 V8    | M A   | 17  | Derek Daly             | 1-3, 7-15   |
| March Grand Prix Team                          | March      | 811            | Ford Cosworth DFV 3.0 V8    | M A   | 17  | Eliseo Salazar         | 4-6         |
| March Grand Prix Team                          | March      | 811            | Ford Cosworth DFV 3.0 V8    | M A   | 18  | Eliseo Salazar         | 1-3         |
| March Grand Prix Team                          | March      | 811            | Ford Cosworth DFV 3.0 V8    | M A   | 18  | Derek Daly             | 4-6         |
| Fittipaldi Automotive                          | Fittipaldi | F8C            | Ford Cosworth DFV 3.0 V8    | M A P | 20  | Keke Rosberg           | 1-10, 12-15 |
| Fittipaldi Automotive                          | Fittipaldi | F8C            | Ford Cosworth DFV 3.0 V8    | M A P | 21  | Chico Serra            | 1-10, 12-15 |
| Marlboro Team Alfa Romeo                       | Alfa Romeo | 179B 179C 179D | Alfa Romeo 1260 3.0 V12     | M     | 22  | Mario Andretti         | Todas       |
| Marlboro Team Alfa Romeo                       | Alfa Romeo | 179B 179C 179D | Alfa Romeo 1260 3.0 V12     | M     | 23  | Bruno Giacomelli       | Todas       |
| Equipe Talbot Gitanes                          | Ligier     | JS17           | Matra MS81 3.0 V12          | M     | 25  | Jean-Pierre Jarier     | 1-2         |
| Equipe Talbot Gitanes                          | Ligier     | JS17           | Matra MS81 3.0 V12          | M     | 25  | Jean-Pierre Jabouille  | 2-7         |
| Equipe Talbot Gitanes                          | Ligier     | JS17           | Matra MS81 3.0 V12          | M     | 25  | Patrick Tambay         | 8-15        |
| Equipe Talbot Gitanes                          | Ligier     | JS17           | Matra MS81 3.0 V12          | M     | 26  | Jacques Laffite        | Todas       |
| Scuderia Ferrari SpA SEFAC                     | Ferrari    | 126CK          | Ferrari 021 1.5 V6t         | M     | 27  | Gilles Villeneuve      | Todas       |
| Scuderia Ferrari SpA SEFAC                     | Ferrari    | 126CK          | Ferrari 021 1.5 V6t         | M     | 28  | Didier Pironi          | Todas       |
| Ragno Arrows Beta Racing Team                  | Arrows     | A3             | Ford Cosworth DFV 3.0 V8    | M P   | 29  | Riccardo Patrese       | Todas       |
| Ragno Arrows Beta Racing Team                  | Arrows     | A3             | Ford Cosworth DFV 3.0 V8    | M P   | 30  | Siegfried Stohr        | 1-13        |
| Ragno Arrows Beta Racing Team                  | Arrows     | A3             | Ford Cosworth DFV 3.0 V8    | M P   | 30  | Jacques Villeneuve Sr. | 14-15       |
| Osella Squadra Corse                           | Osella     | FA1B FA1C      | Ford Cosworth DFV 3.0 V8    | M     | 31  | Miguel Ángel Guerra    | 1-4         |
| Osella Squadra Corse                           | Osella     | FA1B FA1C      | Ford Cosworth DFV 3.0 V8    | M     | 31  | Piercarlo Ghinzani     | 5           |
| Osella Squadra Corse                           | Osella     | FA1B FA1C      | Ford Cosworth DFV 3.0 V8    | M     | 31  | Beppe Gabbiani         | 6-15        |
| Osella Squadra Corse                           | Osella     | FA1B FA1C      | Ford Cosworth DFV 3.0 V8    | M     | 32  | Beppe Gabbiani         | 1-5         |
| Osella Squadra Corse                           | Osella     | FA1B FA1C      | Ford Cosworth DFV 3.0 V8    | M     | 32  | Piercarlo Ghinzani     | 6           |
| Osella Squadra Corse                           | Osella     | FA1B FA1C      | Ford Cosworth DFV 3.0 V8    | M     | 32  | Giorgio Francia        | 7           |
| Osella Squadra Corse                           | Osella     | FA1B FA1C      | Ford Cosworth DFV 3.0 V8    | M     | 32  | Miguel Ángel Guerra    | 8           |
| Osella Squadra Corse                           | Osella     | FA1B FA1C      | Ford Cosworth DFV 3.0 V8    | M     | 32  | Jean-Pierre Jarier     | 9-15        |
| Theodore Racing Team                           | Theodore   | TY01           | Ford Cosworth DFV 3.0 V8    | M A   | 33  | Patrick Tambay         | 1-7         |
| Theodore Racing Team                           | Theodore   | TY01           | Ford Cosworth DFV 3.0 V8    | M A   | 33  | Marc Surer             | 8-15        |
| Candy Toleman Motorsport                       | Toleman    | TG181          | Hart 415T 1.5 L4t           | P     | 35  | Brian Henton           | 4-15        |
| Candy Toleman Motorsport                       | Toleman    | TG181          | Hart 415T 1.5 L4t           | P     | 36  | Derek Warwick          | 4-15        |

## Resultados
| Gran Premio                                 | Fecha            | Circuito               | Piloto ganador    | Constructor ganador | Resultados |
| ------------------------------------------- | ---------------- | ---------------------- | ----------------- | ------------------- | ---------- |
| Gran Premio del oeste de los Estados Unidos | 15 de marzo      | Long Beach             | Alan Jones        | Williams-Ford       | Resultados |
| Gran Premio de Brasil                       | 29 de marzo      | Jacarepaguá            | Carlos Reutemann  | Williams-Ford       | Resultados |
| Gran Premio de Argentina                    | 12 de abril      | Buenos Aires           | Nelson Piquet     | Brabham-Ford        | Resultados |
| Gran Premio de San Marino                   | 3 de mayo        | Imola                  | Nelson Piquet     | Brabham-Ford        | Resultados |
| Gran Premio de Bélgica                      | 17 de mayo       | Zolder                 | Carlos Reutemann  | Williams-Ford       | Resultados |
| Gran Premio de Mónaco                       | 31 de mayo       | Mónaco                 | Gilles Villeneuve | Ferrari             | Resultados |
| Gran Premio de España                       | 21 de junio      | Jarama                 | Gilles Villeneuve | Ferrari             | Resultados |
| Gran Premio de Francia                      | 5 de julio       | Dijon-Prenois          | Alain Prost       | Renault             | Resultados |
| Gran Premio de Gran Bretaña                 | 18 de julio      | Silverstone            | John Watson       | McLaren-Ford        | Resultados |
| Gran Premio de Alemania                     | 2 de agosto      | Hockenheimring         | Nelson Piquet     | Brabham-Ford        | Resultados |
| Gran Premio de Austria                      | 16 de agosto     | Österreichring         | Jacques Laffite   | Ligier-Matra        | Resultados |
| Gran Premio de los Países Bajos             | 30 de agosto     | Zandvoort              | Alain Prost       | Renault             | Resultados |
| Gran Premio de Italia                       | 13 de septiembre | Monza                  | Alain Prost       | Renault             | Resultados |
| Gran Premio de Canadá                       | 27 de septiembre | Circuit Île Notre-Dame | Jacques Laffite   | Ligier-Matra        | Resultados |
| Gran Premio de Las Vegas                    | 17 de octubre    | Las Vegas              | Alan Jones        | Williams-Ford       | Resultados |

## Clasificaciones

### Puntuaciones
| Posición | 1.º | 2.º | 3.º | 4.º | 5.º | 6.º |
| Puntos   | 9   | 6   | 4   | 3   | 2   | 1   |

### Campeonato de Pilotos
| Pos. | Piloto                 | USW | BRA | ARG | SMR | BEL | MON  | ESP | FRA | GBR | GER | AUT | NED | ITA | CAN | LVG | Puntos |
| ---- | ---------------------- | --- | --- | --- | --- | --- | ---- | --- | --- | --- | --- | --- | --- | --- | --- | --- | ------ |
| 1    | Nelson Piquet          | 3   | 12  | 1   | 1   | Ret | Ret  | Ret | 3   | Ret | 1   | 3   | 2   | 6   | 5   | 5   | 50     |
| 2    | Carlos Reutemann       | 2   | 1   | 2   | 3   | 1   | Ret  | 4   | 10  | 2   | Ret | 5   | Ret | 3   | 10  | 8   | 49     |
| 3    | Alan Jones             | 1   | 2   | 4   | 12  | Ret | 2    | 7   | 17† | Ret | 11  | 4   | 3   | 2   | Ret | 1   | 46     |
| 4    | Jacques Laffite        | Ret | 6   | Ret | Ret | 2   | 3    | 2   | Ret | 3   | 3   | 1   | Ret | Ret | 1   | 6   | 44     |
| 5    | Alain Prost            | Ret | Ret | 3   | Ret | Ret | Ret  | Ret | 1   | Ret | 2   | Ret | 1   | 1   | Ret | 2   | 43     |
| 6    | John Watson            | Ret | 8   | Ret | 10  | 7   | Ret  | 3   | 2   | 1   | 6   | 6   | Ret | Ret | 2   | 7   | 27     |
| 7    | Gilles Villeneuve      | Ret | Ret | Ret | 7   | 4   | 1    | 1   | Ret | Ret | 10  | Ret | Ret | Ret | 3   | DSQ | 25     |
| 8    | Elio de Angelis        | Ret | 5   | 6   | WD  | 5   | Ret  | 5   | 6   | DSQ | 7   | 7   | 5   | 4   | 6   | Ret | 14     |
| 9    | René Arnoux            | 8   | Ret | 5   | 8   | DNQ | Ret  | 9   | 4   | 9   | 13  | 2   | Ret | Ret | Ret | Ret | 11     |
| 10   | Héctor Rebaque         | Ret | Ret | Ret | 4   | Ret | DNQ  | Ret | 9   | 5   | 4   | Ret | 4   | Ret | Ret | Ret | 11     |
| 11   | Riccardo Patrese       | Ret | 3   | 7   | 2   | Ret | Ret  | Ret | 14  | 10  | Ret | Ret | Ret | Ret | Ret | 11  | 10     |
| 12   | Eddie Cheever          | 5   | NC  | Ret | Ret | 6   | 5    | NC  | 13  | 4   | 5   | DNQ | Ret | Ret | 12  | Ret | 10     |
| 13   | Didier Pironi          | Ret | Ret | Ret | 5   | 8   | 4    | 15  | 5   | Ret | Ret | 9   | Ret | 5   | Ret | 9   | 9      |
| 14   | Nigel Mansell          | Ret | 11  | Ret | WD  | 3   | Ret  | 6   | 7   | DNQ | Ret | Ret | Ret | Ret | Ret | 4   | 8      |
| 15   | Bruno Giacomelli       | Ret | NC  | 10  | Ret | 9   | Ret  | 10  | 15  | Ret | 15  | Ret | Ret | 8   | 4   | 3   | 7      |
| 16   | Marc Surer             | Ret | 4   | Ret | 9   | 11  | 6    |     | 12  | 11  | 14  | Ret | 8   | DNQ | 9   | Ret | 4      |
| 17   | Mario Andretti         | 4   | Ret | 8   | Ret | 10  | Ret  | 8   | 8   | Ret | 9   | Ret | Ret | Ret | 7   | Ret | 3      |
| 18   | Andrea de Cesaris      | Ret | Ret | 11  | 6   | Ret | Ret  | Ret | 11  | Ret | Ret | 8   | DNS | 7   | Ret | 12  | 1      |
| 19   | Patrick Tambay         | 6   | 10  | Ret | 11  | DNQ | 7    | 13  | Ret | Ret | Ret | Ret | Ret | Ret | Ret | Ret | 1      |
| 20   | Slim Borgudd           |     |     |     | 13  | DNQ | DNPQ | DNQ | DNQ | 6   | Ret | Ret | 10  | Ret | Ret | DNQ | 1      |
| 21   | Eliseo Salazar         | DNQ | DNQ | DNQ | Ret | DNQ | DNPQ | 14  | Ret | DNQ | NC  | Ret | 6   | Ret | Ret | NC  | 1      |
| NC   | Jean-Pierre Jarier     | Ret | 7   |     |     |     |      |     |     | 8   | 8   | 10  | Ret | 9   | Ret | Ret | 0      |
| NC   | Siegfried Stohr        | DNQ | Ret | 9   | DNQ | Ret | Ret  | Ret | DNQ | Ret | 12  | Ret | 7   | DNQ |     |     | 0      |
| NC   | Derek Daly             | DNQ | DNQ | DNQ | DNQ | DNQ | DNPQ | 16  | Ret | 7   | Ret | 11  | Ret | Ret | 8   | DNQ | 0      |
| NC   | Chico Serra            | 7   | Ret | Ret | DNQ | Ret | DNQ  | 11  | DNS | DNQ | DNQ |     | DNQ | DNQ | DNQ | DNQ | 0      |
| NC   | Keke Rosberg           | Ret | 9   | Ret | Ret | Ret | DNQ  | 12  | Ret | Ret | DNQ |     | DNQ | DNQ | DNQ | 10  | 0      |
| NC   | Michele Alboreto       |     |     |     | Ret | 12  | Ret  | DNQ | 16  | Ret | DNQ | Ret | 9   | Ret | 11  | 13  | 0      |
| NC   | Brian Henton           |     |     |     | DNQ | DNQ | DNPQ | DNQ | DNQ | DNQ | DNQ | DNQ | DNQ | 10  | DNQ | DNQ | 0      |
| NC   | Jan Lammers            | Ret | DNQ | 12  | DNQ |     |      |     |     |     |     |     |     |     |     |     | 0      |
| NC   | Ricardo Zunino         |     | 13  | 13  |     |     |      |     |     |     |     |     |     |     |     |     | 0      |
| NC   | Piercarlo Ghinzani     |     |     |     |     | 13  | DNQ  |     |     |     |     |     |     |     |     |     | 0      |
| NC   | Jean-Pierre Jabouille  |     |     | DNQ | NC  | Ret | DNQ  | Ret |     |     |     |     |     |     |     |     | 0      |
| NC   | Beppe Gabbiani         | Ret | DNQ | DNQ | Ret | Ret | DNQ  | DNQ | DNQ | DNQ | DNQ | DNQ | DNQ | DNQ | DNQ | DNQ | 0      |
| NC   | Derek Warwick          |     |     |     | DNQ | DNQ | DNPQ | DNQ | DNQ | DNQ | DNQ | DNQ | DNQ | DNQ | DNQ | Ret | 0      |
| NC   | Miguel Ángel Guerra    | DNQ | DNQ | DNQ | Ret |     |      |     |     |     |     |     |     |     |     |     | 0      |
| NC   | Jacques Villeneuve Sr. |     |     |     |     |     |      |     |     |     |     |     |     |     | DNQ | DNQ | 0      |
| NC   | Kevin Cogan            | DNQ |     |     |     |     |      |     |     |     |     |     |     |     |     |     | 0      |
| NC   | Giorgio Francia        |     |     |     |     |     |      | DNQ |     |     |     |     |     |     |     |     | 0      |
| NC   | Ricardo Londoño        |     | DNP |     |     |     |      |     |     |     |     |     |     |     |     |     | 0      |
| Pos. | Piloto                 | USW | BRA | ARG | SMR | BEL | MON  | ESP | FRA | GBR | GER | AUT | NED | ITA | CAN | LVG | Puntos |

| Color      | Resultado                          |
| ---------- | ---------------------------------- |
| Oro        | Ganador                            |
| Plata      | 2.º puesto                         |
| Bronce     | 3.er puesto                        |
| Verde      | Finalizó en los puntos             |
| Azul       | Finalizó sin puntos                |
| Azul       | NC - No clasificado                |
| Violeta    | Ret - No terminó                   |
| Rojo       | DNQ - No se clasificó              |
| Rojo       | DNPQ - No se preclasificó          |
| Negro      | DSQ - Descalificado                |
| Blanco     | DNS - No empezó                    |
| Blanco     | WD - Retirado                      |
| Blanco     | C - Carrera cancelada              |
| Azul claro | TD - Entrenamientos libres (2003-) |
| Sin color  | DNP - Inscrito, pero no participó  |
| Sin color  | INJ - Inscrito, pero lesionado     |
| Sin color  | EX - Excluido                      |

| Estado  | Resultado                                                                             |
| ------- | ------------------------------------------------------------------------------------- |
| Negrita | Pole position                                                                         |
| Cursiva | Vuelta rápida                                                                         |
| 1-8     | Posiciones puntuables de clasificación sprint (2021-)                                 |
| †       | No acabó el Gran Premio, pero fue clasificado ya que completó el porcentaje necesario |
| ‡       | Monoplaza compartido                                                                  |
| ~       | Se otorgó la mitad de puntos ya que no se cumplió con el 75% de la carrera            |
| ≠       | No obtuvo puntos ya que era piloto invitado                                           |
| F2      | Inscrito para carrera de Fórmula 2, no sumaba puntos                                  |

### Estadísticas del Campeonato de Pilotos
| Pos. | Piloto                | N.º | Puntos | Victorias | Podios | Poles |
| ---- | --------------------- | --- | ------ | --------- | ------ | ----- |
| 1    | Nelson Piquet         | 5   | 50     | 3         | 7      | 4     |
| 2    | Carlos Reutemann      | 2   | 49     | 2         | 7      | 2     |
| 3    | Alan Jones            | 1   | 46     | 2         | 6      |       |
| 4    | Jacques Laffite       | 26  | 44     | 2         | 7      | 1     |
| 5    | Alain Prost           | 15  | 43     | 3         | 6      | 2     |
| 6    | John Watson           | 7   | 27     | 1         | 4      |       |
| 7    | Gilles Villeneuve     | 27  | 25     | 2         | 3      | 1     |
| 8    | Elio de Angelis       | 11  | 14     |           |        |       |
| 9    | Héctor Rebaque        | 6   | 11     |           |        |       |
| 10   | René Arnoux           | 16  | 11     |           | 1      | 4     |
| 11   | Riccardo Patrese      | 29  | 10     |           | 2      | 1     |
| 12   | Eddie Cheever         | 3   | 10     |           |        |       |
| 13   | Didier Pironi         | 28  | 9      |           |        |       |
| 14   | Nigel Mansell         | 12  | 8      |           | 1      |       |
| 15   | Bruno Giacomelli      | 23  | 7      |           | 1      |       |
| 16   | Marc Surer            | 33  | 4      |           |        |       |
| 17   | Mario Andretti        | 22  | 3      |           |        |       |
| 18   | Andrea de Cesaris     | 8   | 1      |           |        |       |
| 19   | Eliseo Salazar        | 14  | 1      |           |        |       |
| 20   | Slim Borgudd          | 9   | 1      |           |        |       |
| 21   | Patrick Tambay        | 25  | 1      |           |        |       |
| NC   | Miguel Ángel Guerra   | 31  |        |           |        |       |
| NC   | Siegfried Stohr       | 20  |        |           |        |       |
| NC   | Ricardo Londoño       | 14  |        |           |        |       |
| NC   | Piercarlo Ghinzani    | 32  |        |           |        |       |
| NC   | Beppe Gabbiani        | 31  |        |           |        |       |
| NC   | Brian Henton          | 35  |        |           |        |       |
| NC   | Kevin Cogan           | 4   |        |           |        |       |
| NC   | Keke Rosberg          | 20  |        |           |        |       |
| NC   | Chico Serra           | 21  |        |           |        |       |
| NC   | Derek Warwick         | 36  |        |           |        |       |
| NC   | Jean-Pierre Jarier    | 32  |        |           |        |       |
| NC   | Derek Daly            | 17  |        |           |        |       |
| NC   | Ricardo Zunino        | 4   |        |           |        |       |
| NC   | Jean-Pierre Jabouille | 25  |        |           |        |       |
| NC   | Jan Lammers           | 9   |        |           |        |       |
| NC   | Michele Alboreto      | 4   |        |           |        |       |

### Campeonato de Constructores
| Pos. | Constructor     | N.º | USW | BRA | ARG | SMR | BEL | MON  | ESP | FRA | GBR | GER | AUT | NED | ITA | CAN | LVG | Puntos |
| ---- | --------------- | --- | --- | --- | --- | --- | --- | ---- | --- | --- | --- | --- | --- | --- | --- | --- | --- | ------ |
| 1    | Williams-Ford   | 1   | 1   | 2   | 4   | 12  | Ret | 2    | 7   | 17  | Ret | 11  | 4   | 3   | 2   | Ret | 1   | 95     |
| 1    | Williams-Ford   | 2   | 2   | 1   | 2   | 3   | 1   | Ret  | 4   | 10  | 2   | Ret | 5   | Ret | 3   | 10  | 8   | 95     |
| 2    | Brabham-Ford    | 5   | 3   | 12  | 1   | 1   | Ret | Ret  | Ret | 3   | Ret | 1   | 3   | 2   | 6   | 5   | 5   | 61     |
| 2    | Brabham-Ford    | 6   | Ret | Ret | Ret | 4   | Ret | DNQ  | Ret | 9   | 5   | 4   | Ret | 4   | Ret | Ret | Ret | 61     |
| 3    | Renault         | 15  | Ret | Ret | 3   | Ret | Ret | Ret  | Ret | 1   | Ret | 2   | Ret | 1   | 1   | Ret | 2   | 54     |
| 3    | Renault         | 16  | 8   | Ret | 5   | 8   | DNQ | Ret  | 9   | 4   | 9   | 13  | 2   | Ret | Ret | Ret | Ret | 54     |
| 4    | Ligier-Matra    | 25  | Ret | 7   | DNQ | NC  | Ret | DNQ  | Ret | Ret | Ret | Ret | Ret | Ret | Ret | Ret | Ret | 44     |
| 4    | Ligier-Matra    | 26  | Ret | 6   | Ret | Ret | 2   | 3    | 2   | Ret | 3   | 3   | 1   | Ret | Ret | 1   | 6   | 44     |
| 5    | Ferrari         | 27  | Ret | Ret | Ret | 7   | 4   | 1    | 1   | Ret | Ret | 10  | Ret | Ret | Ret | 3   | DSQ | 34     |
| 5    | Ferrari         | 28  | Ret | Ret | Ret | 5   | 8   | 4    | 15  | 5   | Ret | Ret | 9   | Ret | 5   | Ret | 9   | 34     |
| 6    | McLaren-Ford    | 7   | Ret | 8   | Ret | 10  | 7   | Ret  | 3   | 2   | 1   | 6   | 6   | Ret | Ret | 2   | 7   | 28     |
| 6    | McLaren-Ford    | 8   | Ret | Ret | 11  | 6   | Ret | Ret  | Ret | 11  | Ret | Ret | 8   | DNS | 7   | Ret | 12  | 28     |
| 7    | Lotus-Ford      | 11  | Ret | 5   | 6   | WD  | 5   | Ret  | 5   | 6   | DSQ | 7   | 7   | 5   | 4   | 6   | Ret | 22     |
| 7    | Lotus-Ford      | 12  | Ret | 11  | Ret | WD  | 3   | Ret  | 6   | 7   | DNQ | Ret | Ret | Ret | Ret | Ret | 4   | 22     |
| 8    | Arrows-Ford     | 29  | Ret | 3   | 7   | 2   | Ret | Ret  | Ret | 14  | 10  | Ret | Ret | Ret | Ret | Ret | 11  | 10     |
| 8    | Arrows-Ford     | 30  | DNQ | Ret | 9   | DNQ | Ret | Ret  | Ret | DNQ | Ret | 12  | Ret | 7   | DNQ | DNQ | DNQ | 10     |
| 9    | Alfa Romeo      | 22  | 4   | Ret | 8   | Ret | 10  | Ret  | 8   | 8   | Ret | 9   | Ret | Ret | Ret | 7   | Ret | 10     |
| 9    | Alfa Romeo      | 23  | Ret | NC  | 10  | Ret | 9   | Ret  | 10  | 15  | Ret | 15  | Ret | Ret | 8   | 4   | 3   | 10     |
| 10   | Tyrrell-Ford    | 3   | 5   | NC  | Ret | Ret | 6   | 5    | NC  | 13  | 4   | 5   | DNQ | Ret | Ret | 12  | Ret | 10     |
| 10   | Tyrrell-Ford    | 4   | DNQ | 13  | 13  | Ret | 12  | Ret  | DNQ | 16  | Ret | DNQ | Ret | 9   | Ret | 11  | 13  | 10     |
| 11   | Ensign-Ford     | 14  | Ret | 4   | Ret | 9   | 11  | 6    | 14  | Ret | DNQ | NC  | Ret | 6   | Ret | Ret | NC  | 5      |
| 12   | Theodore-Ford   | 33  | 6   | 10  | Ret | 11  | DNQ | 7    | 13  | 12  | 11  | 14  | Ret | 8   | DNQ | 9   | Ret | 1      |
| 13   | ATS-Ford        | 9   | Ret | DNQ | 12  | DNQ | DNQ | DNPQ | DNQ | DNQ | 6   | Ret | Ret | 10  | Ret | Ret | DNQ | 1      |
| 13   | ATS-Ford        | 10  |     |     |     | 13  |     |      |     |     |     |     |     |     |     |     |     | 1      |
| NC   | March-Ford      | 17  | DNQ | DNQ | DNQ | Ret | DNQ | DNPQ | 16  | Ret | 7   | Ret | 11  | Ret | Ret | 8   | DNQ | 0      |
| NC   | March-Ford      | 18  | DNQ | DNQ | DNQ | DNQ | DNQ | DNPQ |     |     |     |     |     |     |     |     |     | 0      |
| NC   | Fittipaldi-Ford | 20  | Ret | 9   | Ret | Ret | Ret | DNQ  | 12  | Ret | Ret | DNQ |     | DNQ | DNQ | DNQ | 10  | 0      |
| NC   | Fittipaldi-Ford | 21  | 7   | Ret | Ret | DNQ | Ret | DNQ  | 11  | DNS | DNQ | DNQ |     | DNQ | DNQ | DNQ | DNQ | 0      |
| NC   | Osella-Ford     | 31  | DNQ | DNQ | DNQ | Ret | 13  | DNQ  | DNQ | DNQ | DNQ | DNQ | DNQ | DNQ | DNQ | DNQ | DNQ | 0      |
| NC   | Osella-Ford     | 32  | Ret | DNQ | DNQ | Ret | Ret | DNQ  | DNQ | WD  | 8   | 8   | 10  | Ret | 9   | Ret | Ret | 0      |
| NC   | Toleman-Hart    | 35  |     |     |     | DNQ | DNQ | DNPQ | DNQ | DNQ | DNQ | DNQ | DNQ | DNQ | 10  | DNQ | DNQ | 0      |
| NC   | Toleman-Hart    | 36  |     |     |     | DNQ | DNQ | DNPQ | DNQ | DNQ | DNQ | DNQ | DNQ | DNQ | DNQ | DNQ | Ret | 0      |
| Pos. | Constructor     | N.º | USW | BRA | ARG | SMR | BEL | MON  | ESP | FRA | GBR | GER | AUT | NED | ITA | CAN | LVG | Puntos |

| Color      | Resultado                          |
| ---------- | ---------------------------------- |
| Oro        | Ganador                            |
| Plata      | 2.º puesto                         |
| Bronce     | 3.er puesto                        |
| Verde      | Finalizó en los puntos             |
| Azul       | Finalizó sin puntos                |
| Azul       | NC - No clasificado                |
| Violeta    | Ret - No terminó                   |
| Rojo       | DNQ - No se clasificó              |
| Rojo       | DNPQ - No se preclasificó          |
| Negro      | DSQ - Descalificado                |
| Blanco     | DNS - No empezó                    |
| Blanco     | WD - Retirado                      |
| Blanco     | C - Carrera cancelada              |
| Azul claro | TD - Entrenamientos libres (2003-) |
| Sin color  | DNP - Inscrito, pero no participó  |
| Sin color  | INJ - Inscrito, pero lesionado     |
| Sin color  | EX - Excluido                      |

| Estado  | Resultado                                                                             |
| ------- | ------------------------------------------------------------------------------------- |
| Negrita | Pole position                                                                         |
| Cursiva | Vuelta rápida                                                                         |
| 1-8     | Posiciones puntuables de clasificación sprint (2021-)                                 |
| †       | No acabó el Gran Premio, pero fue clasificado ya que completó el porcentaje necesario |
| ‡       | Monoplaza compartido                                                                  |
| ~       | Se otorgó la mitad de puntos ya que no se cumplió con el 75% de la carrera            |
| ≠       | No obtuvo puntos ya que era piloto invitado                                           |
| F2      | Inscrito para carrera de Fórmula 2, no sumaba puntos                                  |

### Estadísticas del Campeonato de Constructores
| Pos. | Constructor     | Puntos | Victorias | Podios | Poles |
| ---- | --------------- | ------ | --------- | ------ | ----- |
| 1    | Williams-Ford   | 95     | 4         | 13     | 2     |
| 2    | Brabham-Ford    | 61     | 3         | 7      | 4     |
| 3    | Renault         | 54     | 3         | 7      | 6     |
| 4    | Ligier-Matra    | 44     | 2         | 7      | 1     |
| 5    | Ferrari         | 34     | 2         | 3      | 1     |
| 6    | McLaren-Ford    | 28     | 1         | 4      |       |
| 7    | Lotus-Ford      | 22     |           | 1      |       |
| 8    | Tyrrell-Ford    | 10     |           |        |       |
| 9    | Alfa Romeo      | 10     |           | 1      |       |
| 10   | Arrows-Ford     | 10     |           | 2      | 1     |
| 11   | Ensign-Ford     | 5      |           |        |       |
| 12   | Theodore-Ford   | 1      |           |        |       |
| 13   | ATS-Ford        | 1      |           |        |       |
| 14   | Fittipaldi-Ford |        |           |        |       |
| 15   | Osella-Ford     |        |           |        |       |
| 16   | March-Ford      |        |           |        |       |
| 17   | Toleman-Hart    |        |           |        |       |

## Carreras fuera del campeonato
En 1981 se celebró una única carrera de Fórmula 1 fuera del campeonato. Fue el GP de Sudáfrica, que esta planeado para ser la carrera inaugural de la temporada. Pero los conflictos entre la FISA y FOCA, las dos organizaciones más importantes en la categoría en ese entonces, provocaron que no fuera puntuable. Técnicamente, fue una carrera de Fórmula Libre.
| Carrera                  | Circuito | Fecha        | Piloto ganador   | Constructor ganador | Resultados |
| ------------------------ | -------- | ------------ | ---------------- | ------------------- | ---------- |
| Gran Premio de Sudáfrica | Kyalami  | 7 de febrero | Carlos Reutemann | Williams-Ford       | Resultados |